# Georg Burckhardt
Pour les articles homonymes, voir Burckhardt.
Georg Burckhardt (né le 24 décembre 1848 à Schermbeck et mort en 1927 à Godesberg) est secrétaire du parti, pharmacien et député du Reichstag.

## Biographie
Burckhardt étudie au lycée de Burgsteinfurt, au lycée de Lippstadt et aux universités de Bonn et Heidelberg, où il obtient son doctorat en sciences naturelles. De 1866 à 1898, il est pharmacien, puis secrétaire du Parti chrétien-social jusqu'en 1910 et écrivain. Il est également pharmacien en chef de la Landwehr. Entre 1916 et 1918, il est «avec le soutien» de Wilhelm Wallbaum (de) (1876-1933) également président du Parti chrétien-social.
De 1903 à 1918, il est député du Reichstag pour le 5e circonscription de Wiesbaden (Dill, Haut-Westerwald (de)) pour le Parti chrétien-social.